# Вулиця Володимира Сальського (Київ)
Ву́лиця Володи́мира Са́льського — вулиця в Шевченківському районі міста Києва, місцевість Сирець. Пролягає від вулиці Родини Глаголєвих до Тираспольської та залізниці.
Прилучаються вулиці Максима Берлинського, Вавилових, Ясногірська та Братів Малакових.

## Історія
Характерний обрис вулиці видно на аерофотознімку 1941 року, про її давність свідчить також бруковане покриття на узвозі.  В середині XX століття мала назву 885-та Нова, але в 1950-х роках — більш історичну назву Тираспольське шосе. У 1963 році набула назву вулиця Котовського, на честь радянського військового і політичного діяча, учасника радянсько-української війни Григорія Котовського.
У січні 2016 року на офіційному вебпорталі Київради з'явилася петиція з пропозицією перейменувати вулицю Котовського в Києві на вулицю Андрія Кузьменка, але вона не набрала 10 000 необхідних голосів.
Сучасна назва на честь українського військового діяча генерал-хорунжого Армії УНР Володимира Сальського — з 2016 року. У грудні 2018 року попереднє рішення про перейменування було уточнене: на Володимира Сальського перейменовувалася частина вулиці Котовського, розташована у Шевченківському районі, а решта (від залізниці до Стеценка) приєднувалася до Тираспольської.
8 липня 2024 року внаслідок масованої ракетної атаки РФ один з будинків на вулиці В. Сальського було частково зруйновано. Унаслідок цього загинуло 13 його мешканців (найбільша кількість киян, що загинули в результаті одного влучання чи падіння уламків з початку повномасштабного вторгнення).

## Установи та заклади
На вулиці розташовані:
- Середня загальноосвітня школа № 169 (№ 2)
- Пенсійний фонд, Шевченківське районне управління (№ 33а)
- Шевченківська районна організація товариства Червоного Хреста м. Києва (№ 33)

## Зображення

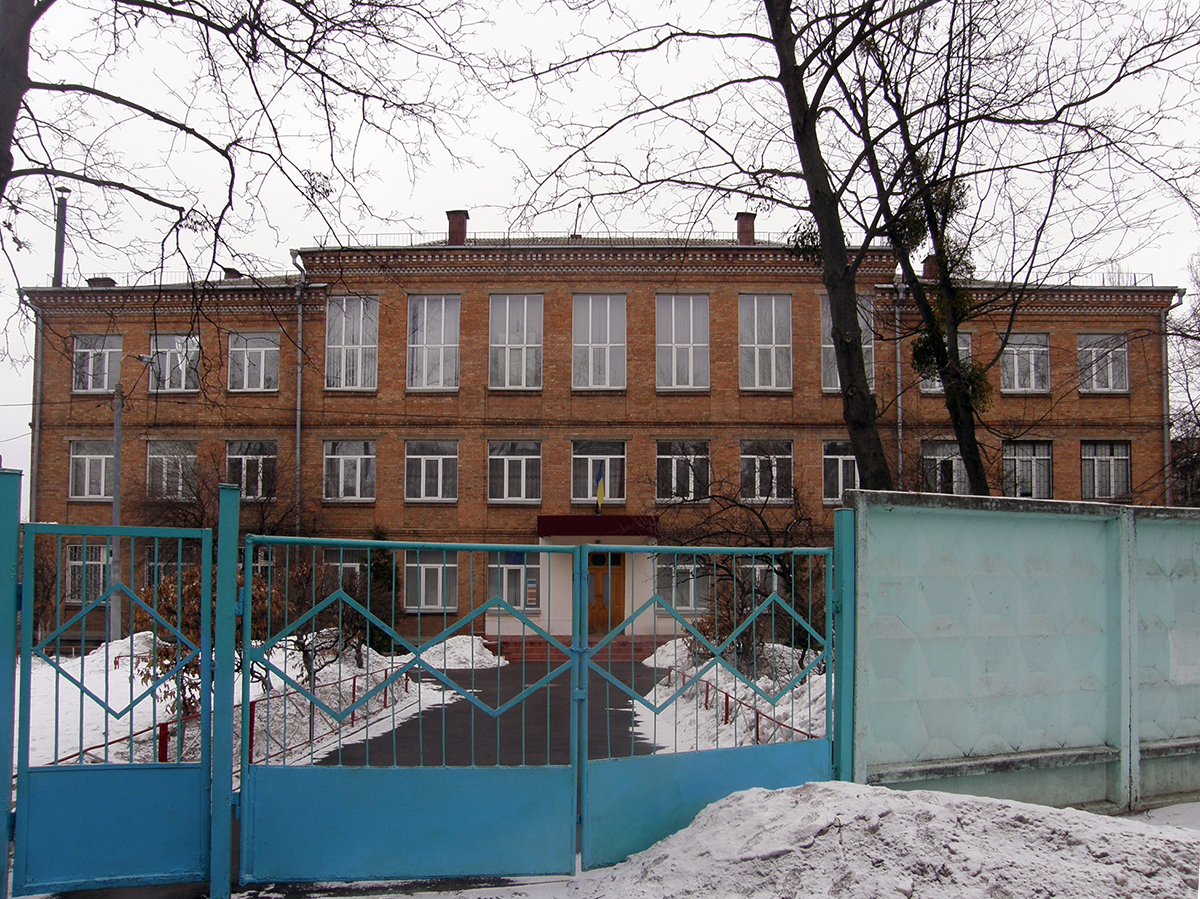
Школа № 169, типовий проєкт 2-02-73, 1961 р.
Анотаційна дошка на буд. № 11 (знищена у червні 2015 р.[8])
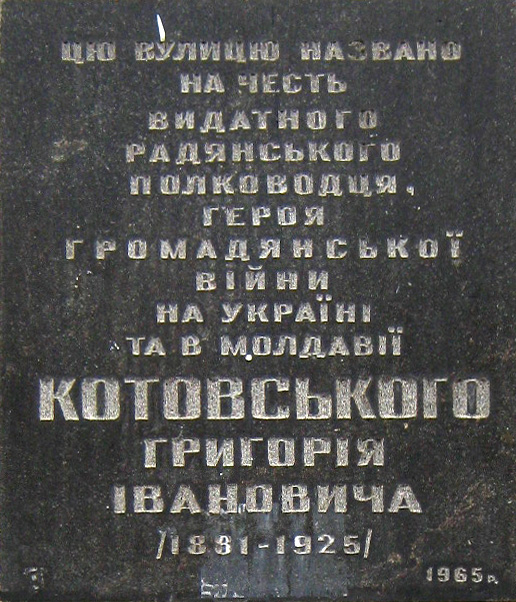
Анотаційна дошка на буд. № 15 по вулиці Академіка Грекова, на розі з вулицею (демонтована в 2016 р.)
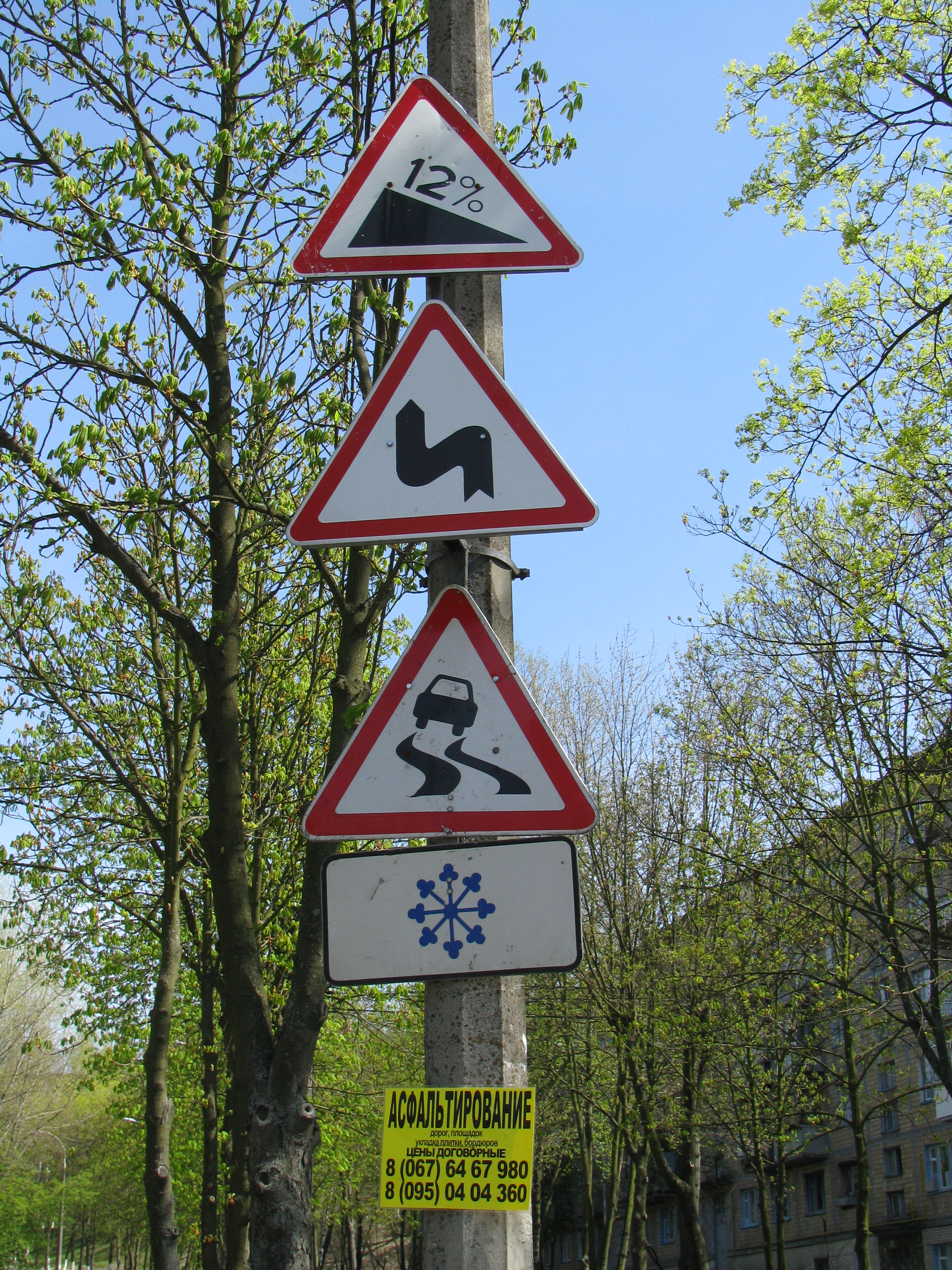
Дорожні знаки на вулиці